# Østerpark
Østerpark er en 12-etagers beboelsesejendom på Østerbro, beliggende Jagtvej 213-215. Ejendommen er indviet 1972 og består udelukkende af ejerlejligheder. Der er 135 ejerlejligheder i alt. Der er 3 opgange; Jagtvej 213, 215A og 215B. På øverste etage findes 3 penthouselejligheder, en for hver opgang. 2. til 10. etage er identiske, og består af 4 lejligheder for hver etage og opgang. Til ejendommen hører privat garageanlæg i 2 etager.
Til alle lejligheder er der altan, og til penthouselejlighederne er der terrasser. Bygningen er tegnet af arkitekt Svend Fournais.
Ejendommen er beliggende på grunden hvor Hertz Garveri & Skotøjsfabrik tidligere lå.